# Francisco Estupiñán
Francisco Estupiñán Heredia (Guateque, 1964) es un administrador de empresas y economista colombiano, miembro del Partido Conservador.
Se desempeñó como ministro de Agricultura entre junio y septiembre de 2013 en el gobierno de Juan Manuel Santos. En julio de 2014 fue designado como liquidador de La Polar en Colombia por la Superintendencia de Sociedades. Durante noviembre de 2014 hasta junio de 2016 ejerció como presidente de la Bolsa Mercantil de Colombia (BMC).

## Biografía
Es egresado de Administración de Empresas de la Universidad Externado y especialista en Economía de la Universidad de los Andes.
Estupiñán Heredia cuenta con una larga trayectoria en la vida pública y privada. Se ha desempeñado como director general de Presupuesto Nacional;  director del Instituto de Fomento Industrial IFI-Concesión Salinas; viceministro de Hacienda entre diciembre de 1999 y julio de 2000;  presidente del Banco Granahorrar de 2000 a 2003; entre otros cargos. Antes de ser designado ministro de Agricultura ejerció como presidente del Banco Agrario.
El 27 de mayo de 2013, el presidente Juan Manuel Santos nombró a Francisco Estupiñán como ministro de Agricultura en reemplazo de Juan Camilo Restrepo. En este cargo Estupiñan debió enfrentar el Paro Nacional Agrario en el que sectores campesinos del país cesaron actividades en protesta a las condiciones generadoras de la crisis de la producción agropecuaria nacional. Dos semanas después de iniciado el Paro, Estupiñan presentó su carta de renuncia, la cual fue aceptada por el presidente Santos. Estupiñan dejó su cargo el 11 de septiembre de 2013 y en su reemplazo se posesionó Rubén Darío Lizarralde.
En julio de 2014, la Superintendencia de Sociedades lo nombró liquidador de La Polar. Desde noviembre de 2014 hasta junio de 2016 ejerció como presidente de la Bolsa Mercantil de Colombia (BCM). De acuerdo con la Superintendencia Financiera, Estupiñan al momento de posesionarse en la BCM obvió su vinculación como liquidador de la cadena de tiendas, por lo cual anunció en septiembre de 2015 que revisaría las acciones correspondientes. El 14 de diciembre de 2015 la Superintendencia de Sociedades declara "cumplido el objeto del proceso de liquidación judicial habida cuenta que el activo fue realizado de manera ordenada y profesional".
| Predecesor: Juan Camilo Restrepo | Ministro de Agricultura y Desarrollo Rural de Colombia 2 de junio de 2013- 11 de septiembre de 2013 | Sucesor: Rubén Darío Lizarralde |